# Whipple (Mondkrater)
Whipple ist ein Einschlagkrater auf der Mondrückseite etwa 25 km vom Mondnordpol entfernt. Der Wall erhebt sich etwa 500 m über das umgebende Terrain, das Innere ist etwa 3000 m tief bei einem Durchmesser von etwa 15 km. Das Innere des Kraters wird nie von der Sonne direkt bestrahlt und bildet daher eine der Stellen in den Polarregionen des Mondes, an denen die Ablagerung flüchtiger Stoffe wie Wasser für möglich gehalten wird.
Der Krater wurde am 17. April 2009 von der IAU nach dem amerikanischen Astronomen Fred Whipple benannt.